# Черняєв Євген Олександрович
Євген Олександрович Черняєв (рос. Черняев Евгений Александрович; 5 серпня 1921, Сімферополь — 14 грудня 1992, Москва) — радянський і російський художник кіно. Заслужений художник РСФСР (1976). Лауреат Державної премії СРСР в галузі літератури, мистецтва і архітектури (1985) за фільм «Берег».

## Біографічні відомості
Народився в Сімферополі, батько — службовець, мати — лікар. Учасник Німецько-радянської війни, нагороджений медаллю «За взяття Берліна» (1945).
Закінчив ВДІК (1952, майстерня М. О. Богданова).
У 1953—1992 роки — художник-постановник кіностудії «Мосфільм». Дебютний фільм — «Степові зорі» (1953). Працював з багатьма майстрами вітчизняного кінематографа. Художник-постановник 39 кінокартин.
Працював на картинах видатного кінорежисера Андрія Тарковського — «Іванове дитинство» (1962) і «Андрій Рубльов» (1966, у співавт. з І. Новодерьожкіним та С. Воронковим).
Одна з відомих робіт Є. Черняєва — історична драма «Легенда про Тіля» (1976), де він у співавторстві створив більшість декорацій, заснованих на картинах фламандських і голландських художників, зокрема — П. Брейгеля-старшого. Фрагменти декорацій були виставлені на ВДНГ у тому ж 1976 році.
Останньою роботою Є. Черняєва став фільм реж. І. Гостєва «Сірі вовки», в якому головним завданням художника-постановника було відтворення атмосфери хрущовської епохи. Фільм вийшов на екрани в 1993 році, вже після смерті майстра.
Похований на Востряковському кладовищі.

## Фільмографія
Художник-постановник:
- «Степові зорі» (1953)
- «Салтанат» (1955, у співавт. з І. Новодерьожкіним; реж. В. Пронін)
- «Челкаш» (1956, короткометражний, у співавт. з Ф. Красним; реж. Ф. Філіппов)
- «Зоряний хлопчик» (1957, реж. А. Дудоров, Є. Зільберштейн)
- «Дівчина з гітарою» (1958, реж. О. Файнциммер)
- «По той бік» (1958, реж. Ф. Філіппов)
- «Зорі назустріч» (1959, реж. Т. Лукашевич)
- «Мир тому, хто входить» (1961, реж. О. Алов, В. Наумов)
- «Іванове дитинство» (1962, реж. А. Тарковський)
- «Кам'яні кілометри» (1962, короткометражний; реж. О. Гордон)
- «Людина, яка сумнівається» (1963, реж. Л. Агранович, В. Семаков)
- «Андрій Рубльов» (1966, у співавт. з І. Новодерьожкіним та С. Воронковим; реж. А. Тарковський)
- «По Русі» (1968, реж. Ф. Філіппов)
- «Біг інохідця» (1968, реж. С. Урусевський)
- «Золото» (1969, у співавт.; реж. Д. Вятич-Бережних)
- «Зірки не гаснуть» / Ulduzlar Sönmür (1970—1971, реж. Аждар Ібрагімов)
- «У нас на заводі» (1971, реж. Л. Агранович)
- «Петро Рябінкін» (1972, реж. Д. Вятич-Бережних)
- «Друзі мої…» (1973, кіноальманах): «Чукотський марш» (4-та новела; реж. Євген Гончаров)
- «Легенда про Тіля» (1976, у співавт. з О. Пархоменком; реж. О. Алов, В. Наумов)
- «Стажер» (1976, реж. Д. Вятич-Бережних)
- «Особливих прикмет немає» /Znaków szczególnych brak (1978, у співавт. з Jerzy Skrzepinski; реж. А. Бобровський, СРСР—Польща—НДР)
- «Тегеран-43» (1980, у співавт. з В. Кірсом; реж. О. Алов, В. Наумов)
- «Кохана жінка механіка Гаврилова» (1981, реж. П. Тодоровський)
- «Пригоди графа Невзорова» (1982, реж. О. Панкратов-Чорний)
- «Формула світла» (1982, реж. О. Свєтлов)
- «Берег» (1983, у співавт. з В. Кірсом; реж. О. Алов, В. Наумов, СРСР—ФРН)
- «Коханням за кохання» (1983, у співавт. з В. Фабріковим; реж. Т. Березанцева)
- «Береги в тумані» (1986, у співавт.; реж. Ю. Карасик, СРСР—Болгврія)
- «Сім криків в океані» (1986, реж. В. Басов)
- «Друг» (1987, реж. Л. Квініхідзе)
- «Вибір» (1987, у співавт.; реж. В. Наумов)
- «Захисник Сєдов» (1988, реж. Є. Цимбал)
- «Острів» (1989, реж. Л. Квініхідзе)
- «Закон» (1989, у співавт. з О. Кліменком; реж. В. Наумов)
- «Десять років без права листування» (1990, реж. В. Наумов)
- «Як живете, карасі?» (1991, реж. М. Швейцер, С. Мількіна)
- «Дуже вірна дружина» (1992, реж. В. Пендраковський)
- «Сірі вовки» (1993, реж. І. Гостєв)